# Michael Hancock (rugby)
Pour les articles homonymes, voir Michael Hancock et Hancock.

a Compétitions nationales et continentales officielles uniquement.

b Matchs officiels uniquement.
Michael Hancock, né le 21 octobre 1969 à Stanthorpe, est un ancien joueur de rugby à XIII australien évoluant au poste d'ailier dans les années 1990 et 2000. Au cours de sa carrière, il a été international australien participant la Coupe du monde 1989-1992 et a été sélectionné aux Queensland Maroons pour le State of Origin dans les années 1990. En club, il effectue la majorité de sa carrière aux Brisbane Broncos avec qui il a débuté puis l'a terminé aux Salford City Reds